# Dactylodenia st-quintinii
Dactylodenia st-quintinii är en orkidéart som först beskrevs av Masters John Godfery, och fick sitt nu gällande namn av Jacques Duvigneaud. Dactylodenia st-quintinii ingår i släktet Dactylodenia, och familjen orkidéer. Inga underarter finns listade i Catalogue of Life.